# Palo Alto Networks
Palo Alto Networks, Inc. (NYSE: PANW) egy amerikai multinacionális kiberbiztonsági vállalat, amelynek székhelye Kaliforniában, Santa Clarában található. Fő terméke egy olyan platform, amely fejlett tűzfalakkal és felhőalapú ajánlatokkal rendelkezik. A vállalat termékei több mint 60 000 vállalkozásnál találhatóak meg több mint 150 országban, köztük a Fortune 100-as listából 85-nél. A Unit 42 fenyegetettség kutató csoportja ad otthont az Ignite kiberbiztonsági konferenciának. A vállalat küldetése: "a digitális korszak életmódjának megóvása a sikeres számítógépes bűnözés megakadályozásával".

## A cég története
A Palo Alto Networksöt 2005-ben alapította az izraeli-amerikai Nir Zuk, a Check Point és a NetScreen Technologies egykori mérnöke, aki az első stateful inspection (SPI) tűzfal és az első behatolás megelőző rendszer (Intrusion Prevention System) fő fejlesztője. Amikor megkérdezték, miért kezdte el a Palo Alto Networksot, Zuk idézte a probléma megoldására irányuló célkitűzését, amelyekkel a meglévő hálózati biztonsági megoldásokkal szembesülnek: képtelenek a munkavállalók számára a modern alkalmazások biztonságos használatát lehetővé tenni, ami egy olyan tűzfal kifejlesztéséhez vezetett, amely biztosítja az alkalmazások részletekbe menő felügyeletét.
2007-ben a vállalat legyártotta és leszállította első termékét, egy fejlett vállalati tűzfalat, amelyet a világ első "következő generációs tűzfalának" nevezett.  2009-ben a Gartner kiadott egy kiadványt, amely meghatározta a következő generációs tűzfalat. Ellentétben a hagyományos tűzfalakkal, amelyek egyszerű szabályokra támaszkodtak, mint például a forgalom blokkolására szolgáló portszámok és protokollok, a szerzők kijelentették, hogy a következő generációs tűzfalaknak a hálózat minden rétegében és kell működniük és átvizsgálniuk, valamint elég intelligensnek kell lenniük ahhoz, hogy önállóan blokkolják a fenyegetéseket a használt portszámok vagy protokolloktól függetlenül. Különösen a kiadvány ezt a következő generációs tűzfalat úgy definiálta (a hagyományos tűzfalak és a behatolásmegelőző rendszerek teljes kapacitása mellett): a hálózati adatforgalomba történő bekötésnek támogatása anélkül, hogy megzavarná a hálózati műveleteket, az alkalmazástudatosságot és a teljes rétegmegjelenítést, amely lehetővé teszi a finom megjelenítést - az alkalmazások, az extra tűzfal intelligencia és a frissítési útvonalak megismertetése és ellenőrzése. 
2011-től kezdődően a Gartner a Palo Alto Networks listáját kezdte a vállalati tűzfal Magic Quadrant vezetőjeként. A vállalat 2012. július 20-án debütált a NYSE-n, 260 millió dollárt emelve az első nyilvános ajánlattételével, amely a negyedik legnagyobb technológiai IPO volt 2012-ben.  
A Palo Alto Networks 2014-ben megalapította a Cyber Threat Alliance-t Fortinet, Mcafee és Symantec, a nonprofit szervezetekkel, amelynek célja a kiberbiztonság javítása a "nagyobb jóért" a kiberbiztonsági szervezetek közötti együttműködés ösztönzése révén a számítógépes fenyegetések intelligenciájának megosztása révén.  2018-ra a szervezetnek 20 tagja volt, köztük a Cisco, a Check Point, a Juniper Networks és a Sophos.
A vállalat az évek során jelentősen bővült, a vállalati kiberbiztonsági szolgáltatások széles választékát kínálja az eredeti új generációs tűzfal kínálatán túl, mint például a Traps végpont védelme és a Wildfire malware megelőzése. 2017-ben a Palo Alto Networks bejelentette a naplózási szolgáltatást, amely lehetővé teszi az ügyfelek számára, hogy saját adatokat gyűjtsenek a gépi tanuláshoz és az adatok elemzéséhez.
2018-ban a vállalat a globális Cyber Range Kezdeményezés részeként elkezdte megnyitni a célzott kiberbiztonsági képzési lehetőségeket szerte a világon.
2018 májusában a cég bejelentette az Alkalmazás keretrendszert, amely nyílt felhőalapú ökoszisztéma, ahol a fejlesztők közzéteszik a biztonsági szolgáltatásokat Saas-alkalmazásokként, amelyek azonnal bevezethetőek a vállalat hálózatába.    
2019-ben a vállalat bejelentette a K2-sorozatú, 5G-s készenléti tűzfalat, melyet 5G és IoT követelményekkel szem előtt tartva fejlesztettek ki. 2019 februárjában a vállalat bejelentette a Cortex-t, az AI-alapú folyamatos biztonsági platformot. Nikesh Arora vezérigazgató a Cortexet "Alkalmazási keretrendszer 2.0" -ként írta le. A Palo Alto Networks honlapján az Alkalmazási Keretrendszerre való hivatkozásokat a Cortex váltotta fel.

## Termékek
A Palo Alto Networks vállalati kiberbiztonsági platformot kínál, amely hálózati biztonságot, felhőbiztonságot, végpontvédelmet és különböző felhőszolgáltatásokat nyújt. A Palo Alto Networks honlapján felsorolt biztonsági platform összetevői a következők:
- A következő generációs tűzfalak, többféle formában, többek között:[24]
  - Fizikai eszközként a PA sorozaton keresztül, amely magában foglalja a kis formájú tűzfalakat, mint például a PA-220 kisvállalkozásoknak és irodáknak, a nagy vállalkozások és szolgáltatók számára készült PA-7000 sorozathoz.
  - Mint virtuális eszköz a VM sorozaton keresztül, lehetővé téve, hogy a tűzfal virtuális gépként futhasson a virtualizált adatközpontok és a magánfelhők biztosításához. Kompatibilis az olyan nyilvános felhőkörnyezetekkel is, mint az Amazon Web Services, a Microsoft Azure és a Google Cloud.
  - Egyszerűsített felhőszolgáltatásként, amelyet a Palo Alto Networks nyújt a GlobalProtect Cloud Service segítségével.
- A Panorama, egy hálózati biztonsági központ, amely lehetővé teszi az ügyfelek számára, hogy egyetlen konzolról vállalati szinten kezeljék a tűzfalak flottáját.[25]
- A TRAPS fejlett végpont védelem. Ellentétben a hagyományos víruskeresővel, a TRAPS nem támaszkodik szignatúrákra a rosszindulatú programok észlelésére. Ehelyett arra összpontosít, hogy elemezze a nulla napos kihasználtságot észlelő programok viselkedését. A fenyegetettség intelligenciáját megosztják a Wildfire-vel és kapják meg.[26]
- Wildfire, egy felhőalapú fenyegetéselemző szolgáltatás, amely dinamikus elemzést, statikus elemzést, gépi tanulást és bare metal elemzést használ az ismeretlen fenyegetések felderítésére és megelőzésére.[27]
- Logging Service, egy felhőalapú szolgáltatás, amely lehetővé teszi az ügyfelek számára, hogy nagy mennyiségű naplóadatot gyűjtsenek a hálózatukból a gépi tanuláshoz, az adatok elemzéséhez vagy az alkalmazások által az alkalmazás keretrendszerében történő használatához.[28]
- Application Framework, nyílt felhőalapú ökoszisztéma, ahol az ügyfelek feliratkozhatnak a harmadik fél fejlesztői vagy a Palo Alto Networks által kifejlesztett biztonsági alkalmazásokra, mint például a Magnifier™ viselkedésanalízis és az AutoFocus™ fenyegetett intelligencia.[29]
- Evident, biztosítja a nyilvános felhőinfrastruktúra-szolgáltatások folyamatos biztonságát és az egygombos megfelelőségi jelentéseket, lehetővé téve az ügyfelek számára, hogy bizalmasan telepítsék az alkalmazásokat, a felhő pedig úgy van kialakítva, hogy megfeleljen a szervezet biztonsági követelményeinek.[30]

## Fenyegetettségkutatás
A 42. egység a Palo Alto Networks fenyegetett hírszerző csapat. Ők egy csoportja a kiberbiztonsági kutatóknak és az iparági szakértőknek, akik a vállalat biztonsági platformja által gyűjtött adatokat használják fel az új számítógépes fenyegetések felfedezésére, mint például a rosszindulatú programok új formái és a világ minden táján működő rosszindulatú szereplők. A csoport népszerű blogot vezet, ahol technikai jelentéseket küld az aktív fenyegetések és ellenfelek elemzésére. Többszörös 42-es kutatót neveztek ki az MSRC Top 100-ban, a Microsoft 100 legjobb biztonsági kutatójának éves rangsorában.
Az FBI szerint a Palo Alto Networks 42-es egység segítette a számítástechnikai bűncselekmények többségének megoldását, mint például a Mirai Botnet és a Clickfraud Botnet esetek, a LuminosityLink RAT eset,  és a „Operation Wire-Wire” támogatása.
2018-ban a 42-es egység felfedezte Gorgont, egy hackelőcsoportot, amelyről úgy vélik, hogy Pakisztánból működik, és az Egyesült Királyságban, Spanyolországban, Oroszországban és az Egyesült Államokban kormányzati szervezeteket irányít. A csoportot a fertőzött Microsoft Word dokumentumokhoz csatolt adathalász- e - maileket küldtek a számítógépes bűnözők és a számítógépes kémkedés- kampányok által általánosan használt kihasználásra.
2018. szeptemberében a 42-es egység felfedezte Xbash-t, egy ransomware-t, amely szintén cryptominingot hajt végre, és úgy vélik, hogy kötődik a kínai "Iron" színészhez. Xbash is képesek szaporodni, mint egy féreg, és törli adatbázisok tárolt áldozat házigazdák. Októberben a 42-es egység figyelmeztetett egy új kriptominó kártevőre, az XMRig-re, amely fertőzött Adobe Flash- frissítésekhez kapcsolódik. A rosszindulatú program az áldozat számítógépének erőforrásait használja a Monero cryptocurrency-ra.
2018 novemberében Palo Alto Networks bejelentette a "Cannon" felfedezését, amelyet egy trójai az Egyesült Államok és az európai kormányzati szervek célpontjaira használnak.  A rosszindulatú programok mögötti hackerek Fancy Bear-nek számítanak, az orosz hacking csoport, amelyről úgy vélik, hogy felelős a Demokratikus Nemzeti Bizottság 2016-ban történő hackeléséért. A kártékony program kommunikál a parancs- és vezérlőszerverével e-mailben, és titkosítást használ a felderítés elkerülésére.

## Felvásárlások
- A Morta Security 2014 januárjában megvásárolható egy nem nyilvános összegért[44] [45]
- A Cyvera-t körülbelül 200 millió dollárért vásárolták 2014 áprilisában[46] [47]
- 2015 májusában a CirroSecure nem nyilvános összegre került beszerzésre[48]
- 2017 márciusában a LightCyber-t körülbelül 100 millió dollárért vásárolták[49]
- Az Evident.io-t 300 millió dolláros készpénzben vásárolták meg 2018 márciusában[50]
- A Secdo-t 2018 áprilisában vásárolták meg nem nyilvános összegért[51]
- A RedLock felhőbiztonsági céget 2013. októberében 173 millió dollárért vásárolták[52]
- 2019 februárjában a Palo Alto Networks 560 millió dollárért vásárolta meg a Demisto céget.[53]
- 2019 májusában a Palo Alto Networks 410 millió dollárért vásárolta meg a Twistlock konténerbiztonsági indítását.[54]
- 2019 júniusában a Palo Alto Networks megvásárolta a PureSec szerver nélküli biztonsági indítást egy nem nyilvános összegért.[55]

## Fordítás
Ez a szócikk részben vagy egészben  a   Palo Alto Networks című angol Wikipédia-szócikk ezen változatának fordításán alapul.  Az eredeti cikk szerkesztőit annak laptörténete sorolja fel. Ez a jelzés csupán a megfogalmazás eredetét és a szerzői jogokat jelzi, nem szolgál a cikkben szereplő információk forrásmegjelöléseként.